# (2616) Lesya
(2616) Lesya est un astéroïde de la ceinture principale.

## Description
(2616) Lesya est un astéroïde de la ceinture principale. Il fut découvert le 28 août 1970 à Naoutchnyï par Tamara Smirnova. Il présente une orbite caractérisée par un demi-grand axe de 2,16 UA, une excentricité de 0,08 et une inclinaison de 1,4° par rapport à l'écliptique.

## Compléments